# 2941 Альден
2941 Альден (1930 YV, 1933 WH, 1947 BD, 1976 JY8, 1982 FA2, 2941 Alden) — астероїд головного поясу, відкритий 24 грудня 1930 року.
Тіссеранів параметр щодо Юпітера — 3,697.